# Championnat de Bahreïn de football 2020-2021
Navigation
Saison précédente Saison suivante
La saison 2020-2021 du Championnat de Bahreïn de football est la soixante-cinquième édition du championnat national de première division à Bahreïn. Les dix meilleurs clubs du pays sont regroupés au sein d'une poule unique et s'affrontent deux fois au cours de la compétition, à domicile et à l'extérieur. En fin de saison, les deux derniers du classement sont relégués et remplacés par les deux meilleurs clubs de deuxième division.
Le Al Hidd Club est le tenant du titre.

## Déroulement de la saison
Le champion et Riffa Club, vainqueur de la Bahreini King's Cup, sont qualifiés pour la Coupe de l'AFC 2022.

## Les clubs participants
- Al Muharraq Club
- Al Najma Club
- Riffa Club
- Al Hidd Club
- East Riffa
- Manama Club
- Busaiteen Club
- Budaiya Club - Promu de D2
- Al-Ahli Club
- Malkiya Club - Promu de D2

## Compétition

### Classement
Le classement est établi sur le barème de points classique (victoire à 3 points, match nul à 1, défaite à 0).
| Rang | Équipe           | Pts | J  | G  | N | P | Bp | Bc | Diff |
| ---- | ---------------- | --- | -- | -- | - | - | -- | -- | ---- |
| 1    | Riffa Club C     | 45  | 18 | 14 | 3 | 1 | 31 | 13 | +18  |
| 2    | East Riffa       | 35  | 18 | 11 | 2 | 5 | 32 | 20 | +12  |
| 3    | Manama Club      | 31  | 18 | 9  | 4 | 5 | 26 | 18 | +8   |
| 4    | Al Muharraq Club | 27  | 18 | 7  | 6 | 5 | 24 | 15 | +9   |
| 5    | Al Hidd Club T   | 27  | 18 | 8  | 3 | 7 | 26 | 23 | +3   |
| 6    | Al-Ahli Club     | 21  | 18 | 5  | 6 | 7 | 17 | 25 | -8   |
| 7    | Budaiya Club P   | 17  | 18 | 3  | 8 | 7 | 11 | 19 | -8   |
| 8    | Al Najma Club    | 15  | 18 | 3  | 6 | 9 | 17 | 31 | -14  |
| 9    | Malkiya Club P   | 13  | 18 | 2  | 7 | 9 | 11 | 26 | -15  |
| 10   | Busaiteen Club   | 12  | 18 | 1  | 9 | 8 | 17 | 22 | -5   |

|  | Qualification pour le tour préliminaire de la Ligue des champions de l'AFC 2022 |
|  | Qualification pour la Coupe de l'AFC 2022                                       |
|  | Qualification pour les barrages                                                 |
|  | Relégation directe en deuxième division                                         |
|  | T : Tenant du titre C : Vainqueur de la Bahreini King's Cup P : Promu de D2     |

- Le champion est qualifié pour la Coupe de l'AFC 2022 ainsi que le vainqueur de la Bahreini King's Cup (Riffa Club).

## Barrages de relégation
|        | Club              | Score | Club              |
| Aller  | Al Najma Club     | 1 - 0 | Al Ittifaq Maqaba |
| Retour | Al Ittifaq Maqaba | 0 - 2 | Al Najma Club     |
| Total  | Al Najma Club     | 3 - 0 | Al Ittifaq Maqaba |

- Les deux clubs restent dans leur division respective.

## Bilan de la saison
| Championnat de Bahreïn de football 2020-2021                        |                           |
| Champion                                                            | Riffa Club (13e titre)    |
| Coupes et trophées                                                  |                           |
| Vainqueur de la Bahreini King's Cup                                 | Riffa Club                |
| Qualifications continentales                                        |                           |
| Ligue des champions de l'AFC 2022                                   | aucun                     |
| Coupe de l'AFC 2022                                                 | Riffa Club                |
| Coupe de l'AFC 2022                                                 | East Riffa                |
| Promotions et relégations                                           |                           |
| Promus en Bahraini Premier League                                   | Al-Khaldiya Sporting Club |
| Promus en Bahraini Premier League                                   | Al Hala Sports Club       |
| Relégués en Championnat de Bahreïn de football de deuxième division | Malkiya Club              |
| Relégués en Championnat de Bahreïn de football de deuxième division | Busaiteen Club            |